# Pinacoteca Nacional de Siena
La Pinacoteca Nacional de Siena es una galería de arte ubicada en dicha ciudad que alberga especialmente obras de arte medievales tardías y renacentistas italianos. Inaugurada en 1932, está situada en los palacios Brigidi y Buonsignori. La sede anterior, ubicada en el centro de la ciudad, fue construida en el siglo XIV y era tradicionalmente identificado como la residencia de la familia Pannocchieschi. El Palazzo Bichi-Buonsignori, a pesar de que fue construido en el siglo XV, tiene una fachada neomedieval del siglo XIX basada en el Palacio Comunal de Siena.
La galería tiene una de las colecciones más grandes de la Escuela sienesa de los siglos XIV y XV.
Algunas obras resguardadas por la pinacoteca son:
- Duccio di Buoninsegna - Políptico 28 y Madona de los franciscanos
- Guido da Siena - San Pedro entronizado
- Simone Martini - Agostino Bendito Novello y sus milagros (c. 1330)
- Ambrogio Lorenzetti - Anunciación (c. 1344)
- Bartolo di Fredi - Adoración de los magos
- Michelino da Besozzo - El matrimonio místico de Santa Catarina (c. 1420)
- Il Sodoma - Cristo en la Columna y Deposición
- Domenico Beccafumi - El nacimiento de la Virgen y San Miguel expulsando a los ángeles rebeldes

Otros artistas de su colección incluyen a Ugolino di Nerio, Pietro Lorenzetti, Sassetta, Domenico di Bartolo, Taddeo di Bartolo, Francesco di Giorgio Martini, Matteo di Giovanni y Neroccio di Bartolomeo